# NGC 1612
NGC 1612 је лентикуларна галаксија у сазвежђу Еридан која се налази на NGC листи објеката дубоког неба.
Деклинација објекта је - 4° 10' 19" а ректасцензија 4h 33m 13,1s. Привидна величина (магнитуда) објекта NGC 1612 износи 13,4 а фотографска магнитуда 14,3. NGC 1612 је још познат и под ознакама MCG -1-12-30, NPM1G -04.0200, IRAS 04307-0416, PGC 15507.